# Tony Curtis
Tony Curtis, ursprungligen Bernard Schwartz, född 3 juni 1925 i Bronx i New York, död 29 september 2010 i Henderson i Nevada, var en amerikansk skådespelare. Curtis spelade mot Marilyn Monroe och Jack Lemmon i I hetaste laget (Some Like it Hot) 1959 och mot Roger Moore i tv-serien Snobbar som jobbar (The Persuaders) 1971–1972. I äktenskapet med Janet Leigh fick han 1956 dottern Kelly och 1958 dottern Jamie Lee Curtis.

## Biografi
Tony Curtis  var son till en  USA invandrad skräddare från Ungern. Tony Curtis växte upp i fattigdom i ett tufft område i Bronx i delstaten New York. Som elvaåring blev han medlem i ett ökänt gatugäng. Det var på en välgörenhetsinrättning i kvarteret som han första gången fick smak för teater, då han spelade en liten flicka i en äventyrspjäs om Kung Artur.
Under andra världskriget tjänstgjorde han i flottan och blev sårad på Guam. Efter kriget tog han teaterlektioner vid Dramatic Workshop i New York. Han började sin professionella karriär med ett teatersällskap som turnerade i Catskill Mountains och fick sedan en del roller off-Broadway. 1949 skrev han filmkontrakt med Universal Studios, och hans första filmroll – nu med artistnamnet Tony Curtis –  var i en Jerry Lewis-film vid namn How to Smuggle a Hernia Across the Border. Inom två år var han en stjärna, mycket tack vare sitt fagra utseende och en bra publicitetskampanj.
Curtis spelade huvudperson, huvudpersonens bäste kompis, slyngel, eller stod för det komiska inslaget i allvarligare filmer. Till att börja med medverkade han mest som hjälte i äventyrsfilmer. År 1957 överraskade han emellertid filmkritikerna med sin dramatiska roll som pressagenten Sidney Falco i Segerns sötma. En av hans roller är Joe i komedin I hetaste laget. Sammanlagt medverkade Curtis i 95 långfilmer. 
Tony Curtis medverkade i tv-serien Snobbar som jobbar, där han tillsammans med Roger Moore under tidigt 1970-tal jagar bovar i luxuösa medelhavsmiljöer.
Curtis var gift sex gånger; hans sista hustru var 45 år yngre och de gifte sig 1998. I sitt första äktenskap var han gift 1951–1962 med Janet Leigh; i äktenskapet föddes döttrarna Kelly Lee Curtis (1956) och Jamie Lee Curtis (1958).

## Filmografi i urval
- 1950 – Winchester '73
- 1951 – The Prince Who Was a Thief
- 1951 – Sista ronden
- 1953 – Houdini - utbrytarkungen
- 1954 – Den svarta skölden
- 1954 – Tre sjömän i Paris
- 1955 – Purpurmasken
- 1956 – Trapets
- 1956 – Med döden i hälarna
- 1956 – The Eyes of father Tomasino
- 1957 – Döden var snabbare
- 1957 – Segerns sötma
- 1958 – Vikingarna
- 1958 – Kedjan
- 1958 – Drömsemester i Paris
- 1959 – Operation kjoltyg
- 1959 – I hetaste laget
- 1960 – Spartacus
- 1960 – Rum att hyra
- 1962 – I djävulens tjänst
- 1964 – Sexig som synden
- 1965 – Boeing, Boeing - vi flyger i luften
- 1965 – Den stora kapplöpningen jorden runt
- 1968 – Boston-stryparen
- 1969 – Monte Carlo-rallyt eller Dessa fantastiska män i sina skumpande skraltiga automobiler
- 1971–1972 – Snobbar som jobbar (TV-serie)
- 1974 – Greven av Monte Cristo
- 1975 – Lepke
- 1975–1976 – McCoy  (TV-serie)
- 1976 – Den siste magnaten
- 1978 – The Bad News Bears Go to Japan
- 1978 – Det våras för mormor
- 1980 – Tio dollars-panten
- 1980 – Spegeln sprack från kant till kant
- 1985 – Insignificance
- 1989 – Tarzan på Manhattan
- 1992 – Christmas in Connecticut
- 2008 – David and Fatima